# Mistrzostwa Świata w Hokeju na Lodzie 2002 (I Dywizja)
Mistrzostwa Świata w Hokeju na Lodzie 2002 I Dywizji – 2. edycja turnieju o awans do mistrzostw świata Elity, która została rozegrana w okresie 14–20 kwietnia 2002 roku w holenderskim Eindhoven (Grupa A) oraz węgierskim Dunaújváros i Székesfehérvár (Grupa B).

## Formuła
W turnieju wystąpiło 12 reprezentacji podzielonych na dwie grupy, z których awans do Elity wywalczyła najlepsza reprezentacja danej każdej. W każdej grupie odbył się w systemie kołowym.

## Grupa A
Tabela
| Lp. | Zespół           | M | Z | R | P | G+ | G- | +/- | Pkt |
| --- | ---------------- | - | - | - | - | -- | -- | --- | --- |
| 1.  | Białoruś         | 5 | 5 | 0 | 0 | 45 | 10 | +35 | 10  |
| 2.  | Francja          | 5 | 4 | 0 | 1 | 27 | 6  | +19 | 8   |
| 3.  | Kazachstan       | 5 | 3 | 0 | 2 | 30 | 14 | +16 | 6   |
| 4.  | Holandia         | 5 | 2 | 0 | 3 | 19 | 30 | –11 | 4   |
| 5.  | Chorwacja        | 5 | 1 | 0 | 4 | 6  | 32 | –26 | 2   |
| 6.  | Korea Południowa | 5 | 0 | 0 | 5 | 7  | 42 | –35 | 0   |

      = awans do Elity
      = spadek do II Dywizji
Wyniki
| 14 kwietnia 2002 | Holandia | 2:4 | Kazachstan | Eindhoven |

| Szczegóły   | Szczegóły                                               | Szczegóły       | Szczegóły | Szczegóły     |
| ----------- | ------------------------------------------------------- | --------------- | --- | ------------- |
|             | Bultje (Speel, Jacobs) 28:55 Livingston (Hartogs) 45:54 | (0:2, 1:1, 1:1) | 03:12 Filatow (Kamiencew) 06:28 Niewstrujew (Poliszczuk) 24:14 Sawienkow (Poliszczuk) 55:15 S. Aleksandrow (Kowalenko) | Widzów: 1 000 |
| 12 min. kar |                                                         | 9 min. kar      | | Widzów: 1 000 |

| 14 kwietnia 2002 | Korea Południowa | 1:12 | Białoruś | Eindhoven |

| Szczegóły  | Szczegóły                           | Szczegóły       | Szczegóły | Szczegóły   |
| ---------- | ----------------------------------- | --------------- | --- | ----------- |
|            | Sang-won (Do-yun, Seung-hoon) 24:15 | (0:5, 1:3, 0:4) | 04:32 Cypłakou (Kałużny, Pankou) 06:37 Cypłakou (Kałużny, Chmyl) 07:34 Antonienka (Kałużny, Sawiłau) 12:26 Kalcou (Zadzielonau) 15:29 Zankawiec, 23:23 Sawiłau (Kaczarun) 23:48 Kaczarun (Sawiłau, Zankawiec) 36:36 Pankou (Cypłakou, Kałużny) 42:37 Kalcou (Czerniawski) 43:27 Sawiłau (Kaczarun, Zankawiec) 56:22 Pankou (Cypłakou, Kałużny) 58:25 Zankawiec (Sawiłau, Kaczarun) | Widzów: 600 |
| 5 min. kar |                                     | 2 min. kar      | | Widzów: 600 |

| 14 kwietnia 2002 | Chorwacja | 1:6 | Francja | Eindhoven |

| Szczegóły  | Szczegóły                 | Szczegóły       | Szczegóły | Szczegóły   |
| ---------- | ------------------------- | --------------- | --- | ----------- |
|            | Mladenović (Švigir) 11:58 | (1:2, 0:1, 0:3) | 01:10 Zwikel (F. Rozenthal, Aimonetto) 14:38 M. Rozenthal (Briand, Barin) 33:13 Meunier (Treille, Mortas) 42:03 Meunier (Barin, Mortas) 42:37 Gras (Amar) 53:07 Aimonetto (Bachet, F. Rozenthal) | Widzów: 400 |
| 6 min. kar |                           | 4 min. kar      | | Widzów: 400 |

| 15 kwietnia 2002 | Kazachstan | 10:0 | Korea Południowa | Eindhoven |

| Szczegóły  | Szczegóły | Szczegóły       | Szczegóły | Szczegóły     |
| ---------- | --- | --------------- | --------- | ------------- |
|            | S. Aleksandrow (W. Aleksandrow, Niewstrujew) 00:53 A. Komissarow (Jeriemiejew) 16:43 Filatow (Kowalenko) 17:07 Szemelin (Poliszczuk) 30:46 Jessirkienow (W. Aleksandrow, Zarzyckij) 32:04 Kamiencew (Filatow) 37:08 W. Aleksandrow (Poliszczuk) 41:29 Filatow (Kamiencew, M. Komissarow) 43:26 Zarzyckij (W. Aleksandrow, Jessirkienow) 54:53 Niewstrujew (W. Aleksandrow) 56:33 | (3:0, 3:0, 4:0) |           | Widzów: 1 050 |
| 7 min. kar | | 13 min. kar     |           | Widzów: 1 050 |

| 15 kwietnia 2002 | Białoruś | 9:0 | Chorwacja | Eindhoven |

| Szczegóły   | Szczegóły | Szczegóły       | Szczegóły | Szczegóły   |
| ----------- | --- | --------------- | --------- | ----------- |
|             | Kopać (Skabiełka, Antonienka) 01:34 Skabiełka (Kopać) 04:39 Makrycki 13:51 Cypłakou (Chmyl, Staś) 21:31 Kałużny (Cypłakou, Chmyl) 25:42 Kalcou (Zadzielonau) 27:10 Cypłakou (Chmyl, Kałużny) 29:22 Cypłakou (Staś, Kałużny) 37:21 Zankawiec (Krywomaz) 45:59 | (3:0, 5:0, 1:0) |           | Widzów: 575 |
| 14 min. kar | | 7 min. kar      |           | Widzów: 575 |

| 15 kwietnia 2002 | Francja | 4:2 | Holandia | Eindhoven |

| Szczegóły  | Szczegóły                                                                                                   | Szczegóły       | Szczegóły                                                   | Szczegóły   |
| ---------- | --- | --------------- | ----------------------------------------------------------- | ----------- |
|            | Bachet (M. Rozenthal) 32:41 Besse (Gras) 42:18 M. Rozenthal (Briand, Amar) 43:09 Barin (M. Rozenthal) 45:28 | (0:0, 1:0, 3:2) | 47:53 de Wit (Schaafsma) 52:45 Eimers (Livingston, Hartogs) | Widzów: 700 |
| 6 min. kar | | 8 min. kar      |                                                             | Widzów: 700 |

| 17 kwietnia 2002 | Korea Południowa | 1:3 | Chorwacja | Eindhoven |

| Szczegóły  | Szczegóły                   | Szczegóły       | Szczegóły                                                                     | Szczegóły   |
| ---------- | --------------------------- | --------------- | ----------------------------------------------------------------------------- | ----------- |
|            | Seung-jae (Dong-hwan) 14:15 | (1:1, 0:1, 0:1) | 05:03 Žibret (Švigir) 32:11 Ratej (Gojanović) 56:14 Brčić (Švigir, Gojanović) | Widzów: 300 |
| 6 min. kar |                             | 8 min. kar      |                                                                               | Widzów: 300 |

| 17 kwietnia 2002 | Francja | 6:0 | Kazachstan | Eindhoven |

| Szczegóły  | Szczegóły | Szczegóły       | Szczegóły | Szczegóły   |
| ---------- | --- | --------------- | --------- | ----------- |
|            | M. Rozenthal 12:27 Bachelet (Besse) 19:49 F. Rozenthal (Zwikel, Pourtanel) 25:04 Briand (Pourtanel, M. Rozenthal) 47:07 M. Rozenthal (Barin, Briand) 49:40 F. Rozenthal (Aimonetto, Zwikel) 55:37 | (2:0, 1:0, 3:0) |           | Widzów: 325 |
| 7 min. kar | | 4 min. kar      |           | Widzów: 325 |

| 17 kwietnia 2002 | Białoruś | 15:4 | Holandia | Eindhoven |

| Szczegóły  | Szczegóły | Szczegóły       | Szczegóły | Szczegóły     |
| ---------- | --- | --------------- | --- | ------------- |
|            | Kalcou (Zadzielonau) 01:32 Aleksiejew (Zadzielonau) 04:16 Cypłakou (Pankou, Kałużny) 05:34 Kalcou (Aleksiejew) 07:02 Pankou (Kałużny, Cypłakou) 08:28 Sawiłau (Kaczarun, Zankawiec) 15:10 Zankawiec (Sawiłau) 18:21 Rasolka (Cypłakou) 30:06 Kalużny 33:50 Kalcou (Cypłakou, Czerniawski) 35:56 Pankou (Cypłakou, Staś) 36:25 Skabiełka (Kopać, Żuryk) 37:08 Kalcou (Aleksiejew) 44:08 Kałużny (Pankou) 51:49 Kałużny (Chmyl, Pankou) 55:18 | (7:0, 5:1, 3:3) | 31:09 Livingston (J. Landman) 47:21 Bultje (van den Thillart) 52:53 Livingston (Schaafsma) 56:55 Bultje (Livingston, J. Landman) | Widzów: 1 000 |
| 6 min. kar | | 6 min. kar      | | Widzów: 1 000 |

| 18 kwietnia 2002 | Francja | 10:0 | Korea Południowa | Eindhoven |

| Szczegóły  | Szczegóły | Szczegóły       | Szczegóły | Szczegóły     |
| ---------- | --- | --------------- | --------- | ------------- |
|            | Pourtanel (Zwikel) 01:19 Bachet (M. Rozenthal) 11:50 Treille (Mortas) 12:44 Meunier (Pourtanel) 19:55 Zwikel (Aimonetto, F. Rozenthal) 21:50 F. Rozenthal (Aimonetto, Zwikel) 25:29 Gras (Besse, Dewolf) 31:35 Zwikel 33:25 Treille (Mortas, Meunier) 41:58 Mortas (Meunier, Pourtanel) 59:44 | (4:0, 4:0, 2:0) |           | Widzów: 1 750 |
| 3 min. kar | | 5 min. kar      |           | Widzów: 1 750 |

| 18 kwietnia 2002 | Kazachstan | 4:6 | Białoruś | Eindhoven |

| Szczegóły  | Szczegóły | Szczegóły       | Szczegóły | Szczegóły   |
| ---------- | --- | --------------- | --- | ----------- |
|            | Filatow (Kamiencew, A. Komissarow) 00:54 S. Aleksandrow (Szemelin, W. Aleksandrow) 11:24 Zarzyckij (W. Aleksandrow, Triegubow) 31:48 A. Komissarow (Kowalenko, Kamiencew) 33:38 | (2:2, 2:2, 0:2) | 06:15 Sawiłau (Kaczarun) 18:13 Cypłakou (Pankou, Kałużny) 23:21 Cypłakou (Kałużny, Staś) 27:31 Skabiełka (Pankou, Chmyl) 45:22 Kałużny (Kalcou) 56:17 Chmyl (Kałużny, Cypłakou) | Widzów: 575 |
| 7 min. kar | | 8 min. kar      | | Widzów: 575 |

| 18 kwietnia 2002 | Chorwacja | 2:4 | Holandia | Eindhoven |

| Szczegóły  | Szczegóły                                            | Szczegóły       | Szczegóły | Szczegóły   |
| ---------- | ---------------------------------------------------- | --------------- | --- | ----------- |
|            | Gojanović (Žibret) 23:52 Kopajtić (Franjković) 47:56 | (0:0, 1:2, 1:2) | 28:34 J. Landman (Speel, Jacobs) 31:54 Schaafsma (de Haan, Hartogs) 51:51 Bultje (J. Landman) 54:39 Livingston (Hartogs, Schaafsma) | Widzów: 750 |
| 8 min. kar |                                                      | 4 min. kar      | | Widzów: 750 |

| 20 kwietnia 2002 | Holandia | 7:5 | Korea Południowa | Eindhoven |

| Szczegóły  | Szczegóły | Szczegóły       | Szczegóły                                                                           | Szczegóły     |
| ---------- | --- | --------------- | ----------------------------------------------------------------------------------- | ------------- |
|            | Livingston (de Wit, E. Landman) 02:06 J. Landman (Hartogs, Livingston) 21:36 Bultje (Livingston, Hartogs) 24:10 Jacobs (Bultje, Hartogs) 25:39 Livingston 28:53 Livingston (J. Landman, Hartogs) 43:36 Bultje (Livingston, Hartogs) 50:23 | (1:2, 4:2, 2:1) | 10:03 Woo-sam 16:29 Han-sung (Woo-sam) 20:53 Ho-jung 31:01 Han-sung 52:21 Jong-moon | Widzów: 1 350 |
| 7 min. kar | | 8 min. kar      |                                                                                     | Widzów: 1 350 |

| 20 kwietnia 2002 | Kazachstan | 12:0 | Chorwacja | Eindhoven |

| Szczegóły  | Szczegóły | Szczegóły       | Szczegóły | Szczegóły   |
| ---------- | --- | --------------- | --------- | ----------- |
|            | Szemelin (W. Aleksandrow, S. Aleksandrow) 05:38 S. Aleksandrow (Poliszczuk, Szemelin) 11:32 Zarzyckij (Obuchow, Jeriemiejew) 24:13 Nowopaszyn (Niewstrujew, Filatow) 29:02 S. Aleksandrow (Poliszczuk) 37:19 M. Komissarow (Triegubow, Obuchow) 38:49 Poliszczuk (S. Aleksandrow, Niewstrujew) 41:22 Jeriemiejew (Triegubow) 41:37 W. Aleksandrow (Kamiencew) 43:21 Filatow (W. Aleksandrow, Poliszczuk) 47:08 Obuchow (Triegubow) 53:40 S. Antipow (Kozłow, Jessirkienow) 58:01 | (2:0, 4:0, 6:0) |           | Widzów: 700 |
| 7 min. kar | | 10 min. kar     |           | Widzów: 700 |

| 20 kwietnia 2002 | Białoruś | 3:1 | Francja | Eindhoven |

| Szczegóły  | Szczegóły                                                                   | Szczegóły       | Szczegóły                 | Szczegóły     |
| ---------- | --------------------------------------------------------------------------- | --------------- | ------------------------- | ------------- |
|            | Rasolka (Kałużny, Antonienka) 26:03 Kałużny (Cypłakou) 28:31 Cypłakou 58:05 | (0:1, 2:0, 1:0) | 19:04 M. Rozenthal (Amar) | Widzów: 1 600 |
| 5 min. kar |                                                                             | 4 min. kar      |                           | Widzów: 1 600 |

Statystyki indywidualne
- Klasyfikacja strzelców:  Uładzimir Cypłakou – 9 goli[1]
- Klasyfikacja asystentów:  Alaksiej Kalużny – 5 asyst[2]
- Klasyfikacja kanadyjska:  Alaksiej Kalużny – 19 punktów[3]
- Klasyfikacja kanadyjska obrońców:  Aleh Chmyl – 7 punktów[4]
- Klasyfikacja +/-:  Siarhiej Staś – +16[5]
- Klasyfikacja skuteczności interwencji bramkarzy:  Andriej Mezin – 95,83%[6]
- Klasyfikacja średniej goli straconych na mecz bramkarzy:  Andriej Mezin – 0,75[7]
- Klasyfikacja minut kar:  Siarhiej Czerniawski – 39 minut[8]

## Grupa B
Tabela
| Lp. | Zespół          | M | Z | R | P | G+ | G- | +/- | Pkt |
| --- | --------------- | - | - | - | - | -- | -- | --- | --- |
| 1.  | Dania           | 5 | 5 | 0 | 0 | 40 | 10 | +30 | 10  |
| 2.  | Węgry           | 5 | 4 | 0 | 1 | 19 | 9  | +10 | 8   |
| 3.  | Norwegia        | 5 | 3 | 0 | 2 | 26 | 11 | +15 | 6   |
| 4.  | Wielka Brytania | 5 | 2 | 0 | 3 | 18 | 16 | +2  | 4   |
| 5.  | Rumunia         | 5 | 1 | 0 | 4 | 10 | 31 | –21 | 2   |
| 6.  | Chiny           | 5 | 0 | 0 | 5 | 7  | 43 | –36 | 0   |

      = awans do Elity
      = spadek do II Dywizji
Wyniki
| 14 kwietnia 2002 | Rumunia | 1:8 | Norwegia | Dunaújváros |

|            | Selea 25:05 | (0:5, 1:1, 0:2) | 10:51 Magnussen 14:46 Aaby 15:08 Nygard 15:48 Myrvold 16:31 Skroder 20:46 Vikingstad 50:06 Skroder 56:39 Fjeld | Widzów: 800 |
| 6 min. kar |             | 6 min. kar      | | Widzów: 800 |

| 14 kwietnia 2002 | Wielka Brytania | 3:5 | Dania | Dunaújváros |

|            | Hand 04:55 Hurley 24:14 Shields 27:34 | (1:0, 2:3, 0:2) | 23:51 Johnsen 36:31 Staal 37:54 Damgaard 42:37 Green 59:03 Molgaard | Widzów: 1 000 |
| 8 min. kar |                                       | 4 min. kar      |                                                                     | Widzów: 1 000 |

| 14 kwietnia 2002 | Węgry | 6:0 | Chiny | Dunaújváros |

|            | Peterdi 13:44 Palkovics 33:33 Ocskay 35:35 Ocskay 37:34 Erdosi 49:43 Csibi 52:27 | (1:0, 3:0, 2:0) |  | Widzów: 2 500 |
| 6 min. kar |                                                                                  | 4 min. kar      |  | Widzów: 2 500 |

| 15 kwietnia 2002 | Dania | 12:2 | Rumunia | Dunaújváros |

|            | Staal 00:18 Monberg 00:30 Larsen 01:46 Molgaard 11:46 Molgaard 14:40 Larsen 20:00 Dresler 26:28 Monberg 29:32 Grey 33:57 Monberg 48:04 Monberg 50:52 Dresler 57:35 | (6:1, 3:0, 3:1) | 10:44 Corduban 49:53 Elekes | Widzów: 500 |
| 2 min. kar | | 6 min. kar      |                             | Widzów: 500 |

| 15 kwietnia 2002 | Norwegia | 12:2 | Chiny | Dunaújváros |

|            | Aaby 01:43 Johnsen 02:23 Ask 18:14 Johnsen 22:36 Skroder 24:43 Nygard 26:33 Skroder 36:46 Myrvold 39:52 Jakobsen 44:33 Olsen 46:07 Myrvold 49:48 Myrvold 57:59 | (3:0, 5:2, 4:0) | 29:21 Hu Jiang 35:48 Pan Yuqiang | Widzów: 400 |
| 9 min. kar | | 10 min. kar     |                                  | Widzów: 400 |

| 15 kwietnia 2002 | Wielka Brytania | 1:4 | Węgry | Dunaújváros |

|            | Shields 13:32 | (1:2, 0:0, 0:2) | 02:28 Palkovics 06:52 Ladanyi 54:40 Ladanyi 57:16 Palkovics | Widzów: 3 500 |
| 7 min. kar |               | 7 min. kar      |                                                             | Widzów: 3 500 |

| 17 kwietnia 2002 | Chiny | 0:13 | Dania | Székesfehérvár |

|            |  | (0:5, 0:5, 0:3) | 07:24 L. Degn 10:44 Monberg 11:28 Sundberg 14:44 Johnsen 18:11 D. Nielsen 25:50 Damgaard 32:22 Sundberg 33:51 Molgaard 35:00 F. Nielsen 35:08 True 41:28 Johnsen 43:45 Frederiksen 55:04 Nordby-Andersen | Widzów: 1 000 |
| 8 min. kar |  | 4 min. kar      | | Widzów: 1 000 |

| 17 kwietnia 2002 | Rumunia | 2:5 | Wielka Brytania | Székesfehérvár |

|             | Moldovan 01:43 Vargyas 55:03 | (1:1, 0:1, 1:3) | 17:39 Hand 37:04 Wilson 49:08 Longstaff 52:21 Brebant 52:59 Hoad | Widzów: 1 650 |
| 13 min. kar |                              | 10 min. kar     |                                                                  | Widzów: 1 650 |

| 17 kwietnia 2002 | Węgry | 3:1 | Norwegia | Székesfehérvár |

|             | Tokesi 01:50 Palkovics 17:38 Ocskay 28:37 | (2:1, 1:0, 0:0) | 08:17 Dahlstrom | Widzów: 2 500 |
| 12 min. kar |                                           | 8 min. kar      |                 | Widzów: 2 500 |

| 18 kwietnia 2002 | Chiny | 3:8 | Wielka Brytania | Székesfehérvár |

|            | Zhang Lei 25:09 Liu Yongquan 35:56 Yin Kai 49:30 | (0:2, 2:3, 1:3) | 13:31 Hoad 15:18 Hurley 24:12 Hurley 36:36 Strachan 39:59 Hoad 45:30 Hurley 51:04 Tasker 55:14 Tait |  |
| 6 min. kar |                                                  | 10 min. kar     | |  |

| 18 kwietnia 2002 | Norwegia | 3:4 | Dania | Székesfehérvár |

|             | Hansen 23:00 Fjeld 37:10 Magnussen 48:45 | (0:1, 2:1, 1:2) | 19:16 D. Nielsen 33:01 True 51:30 Dresler 59:43 Green | Widzów: 2 000 |
| 13 min. kar |                                          | 11 min. kar     |                                                       | Widzów: 2 000 |

| 18 kwietnia 2002 | Rumunia | 1:4 | Węgry | Székesfehérvár |

|            | Andrei 07:32 | (1:1, 0:1, 0:2) | 18:45 Vas 26:50 Frank Kovacs 40:38 Simon 49:33 Sandor | Widzów: 3 500 |
| 8 min. kar |              | 9 min. kar      |                                                       | Widzów: 3 500 |

| 20 kwietnia 2002 | Norwegia | 2:1 | Wielka Brytania | Székesfehérvár |

|             | Nygard 36:47 Svendsberget 46:33 | (0:0, 1:1, 1:0) | 25:19 Berrington |  |
| 13 min. kar |                                 | 9 min. kar      |                  |  |

| 20 kwietnia 2002 | Chiny | 2:4 | Rumunia | Székesfehérvár |

|            | Liu Yongquan 05:36 Henan Liu 31:35 | (1:3, 1:0, 0:1) | 04:37 Geru 06:50 Selea 19:27 Nagy 57:24 Gal |  |
| 4 min. kar |                                    | 8 min. kar      |                                             |  |

| 20 kwietnia 2002 | Dania | 6:2 | Węgry | Székesfehérvár |

|            | L. Degn 03:49 Nordby-andersen 05:56 Staal 27:58 Johnsen 30:37 Larsen 34:02 Staal 53:28 | (2:0, 3:1, 1:1) | 37:30 Tokaji 44:42 Ocskay |  |
| 3 min. kar |                                                                                        | 6 min. kar      |                           |  |

Statystyki indywidualne
- Klasyfikacja strzelców:  Nicolas Monberg – 5 goli[9]
- Klasyfikacja asystentów:  Bo Nordby-Andersen – 7 asyst[10]
- Klasyfikacja kanadyjska:  Gabor Ocskay – 9 punktów[11]
- Klasyfikacja kanadyjska obrońców:  Thomas Johnsen – 6 punktów[12]
- Klasyfikacja +/-:  Dan Jensen – +11[13]
- Klasyfikacja skuteczności interwencji bramkarzy:  Levente Szuper – 94,17%[14]
- Klasyfikacja średniej goli straconych na mecz bramkarzy:  Levente Szuper – 1,61[15]
- Klasyfikacja minut kar:  Darren Hurley – 39 minut[16]